# Eichen (Kreuztal)

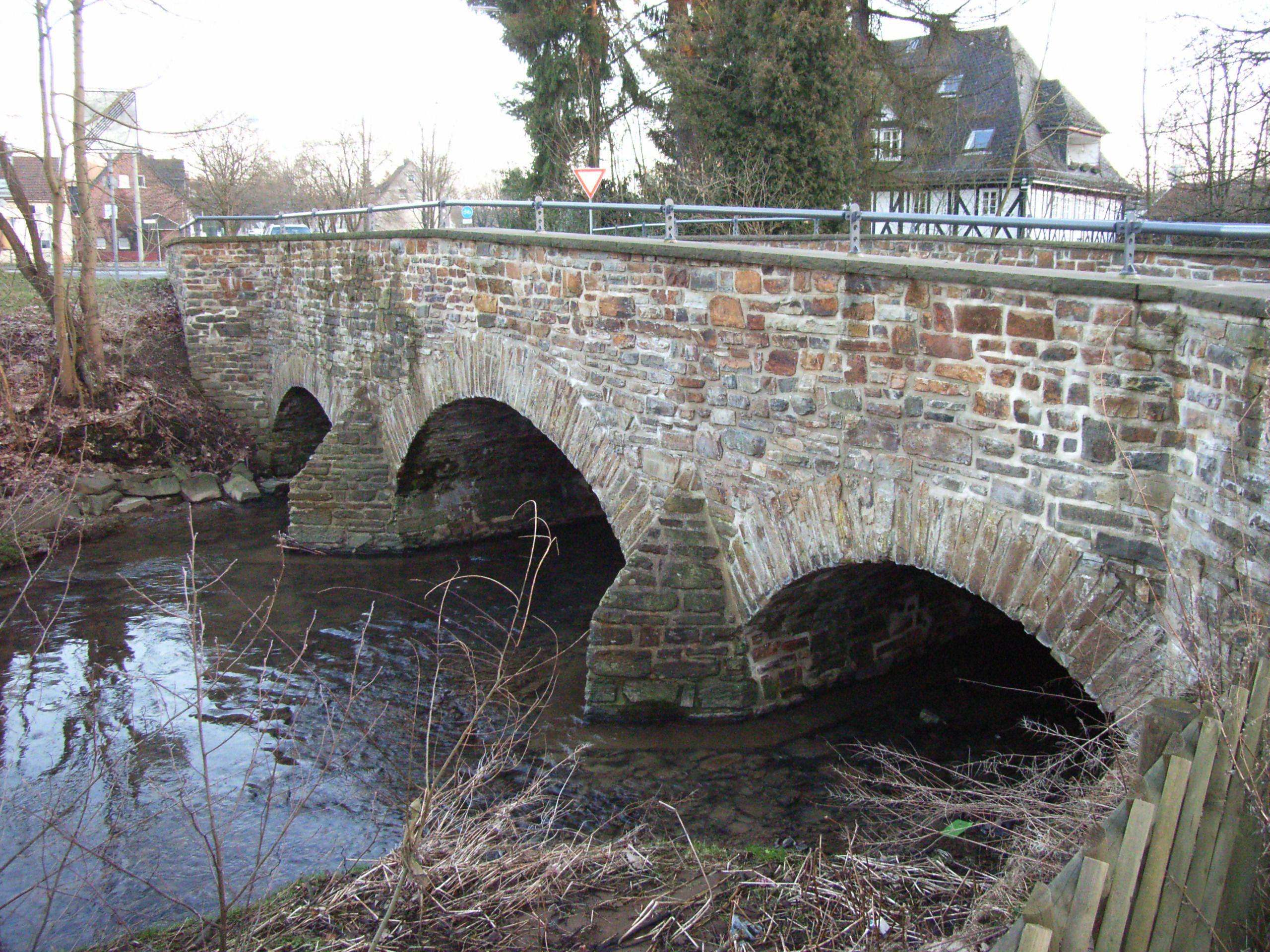
Alte Brücke über die Littfe in Eichen

Eichen (ⓘ) ist ein Stadtteil von Kreuztal im nordrhein-westfälischen Kreis Siegen-Wittgenstein. Er liegt zwischen den Stadtteilen Krombach im Norden und Kreuztal im Süden. Westlich schließt sich der Stadtteil Bockenbach an, östlich der Stadtteil Stendenbach.

## Geschichte
Im ältesten Diözesanregister werden um das Jahr 1300 Buckenbach und Stentenbach als zur „Sedes Siegen“ gehörig verzeichnet, und im ältesten Siegener Renteiverzeichnis von 1414/1419 ist ein „Gut zu Stendenbach“ abgabepflichtig. Bockenbach liegt an der Uerdinger und der Benrather Linie, die hier gemeinsam die Sprachgrenze zum niederdeutsch sprechenden Sauerland bilden.
1461 zählte Bockenbach neun und Stendenbach drei schatzungspflichtige Personen. Um 1690 zahlten beide Gemeinden Abgaben an den Landesherrn. Bockenbach war frei vom Feldzehnten, Stendenbach zahlte an die Burg Holdinghausen. Beiden Gemeinden war von jeher der bäuerliche Grundzug gemeinsam. 
Anders verlief die Entwicklung des wesentlich jüngeren Eichens. Das Schatzungsregister von 1461 verzeichnet „zon Eichen“ sechs schatzungspflichtige Personen. Schultheiß des Amt Ferndorf war von 1467 bis 1482 ein „Hannes zon Eichen“. Um 1690 zahlte das Dorf Abgaben und Dienstgeld an die nassauischen Landesherrschaft, war aber frei vom Zehnten und bereits damals das größte der drei Dörfer.
Im Jahr 1855 war der Eichener Eisenhammer mit einer Jahresproduktion von 2218 Zentner Rohstahl der bedeutendste Stahlhammer im Kreis Siegen-Wittgenstein. Er ernährte 12 Arbeiter mit 42 Familienmitgliedern. Ab 1884 gab es das „Eichener Walzwerk Stähler & Co.“, dem eine Verzinkerei und Blechverarbeitung angeschlossen waren. Nach mehreren Veränderungen in der Betriebsform ging das Werk 1916/1917 an die „Charlottenhütte AG“ über, der Vorläuferin der „Hüttenwerke Siegerland AG“. Der Betrieb firmiert heute unter „thyssenkrupp Steel Europe AG“ und ist nach wie vor einer der größten Industriebetriebe des Siegerlandes.
|  | Aufgrund eines Landesgesetzes vom 8. November 1960 wurden am 1. Dezember 1960 die bis dahin noch selbstständigen Gemeinden Bockenbach und Stendenbach in die Gemeinde Eichen eingegliedert. Sinn dieser Entwicklung war, „zu einer Verwaltungsvereinfachung zu kommen und die öffentlichen Anliegen sinnvoller zu ordnen.“ |

Bis zur kommunalen Neugliederung und Gründung der Stadt Kreuztal am 1. Januar 1969 gehörte die Gemeinde Eichen zum Amt Ferndorf. Seitdem sind sowohl Eichen als auch Bockenbach und Stendenbach Stadtteile von Kreuztal.
Eichen ist an die Bundesstraße 517 und die Hüttentalstraße (Anschlussstellen Krombach und Kreuztal) angebunden. Der Bahnhof Eichen liegt an der 106 km langen zweigleisigen Bahnstrecke zwischen Siegen und Hagen (Ruhr-Sieg-Strecke).
Besonders geprägt wird das Ortsbild der drei Dörfer vom Feinblechwalzwerk der thyssenkrupp Steel Europe AG (TKS) im Westen des Littfetals. TKS gab am 25. November 2024 bekannt, die Schließung des Feinblechwalzwerkes zu planen. Dort  arbeiten 500 Menschen.
Der TV Eichen ist der größte Sportverein in Eichen.

## Wappen
| Wappen der ehemaligen Gemeinde Eichen, Kreis Siegen | Blasonierung: „Geteilt von Gold (Gelb) und Blau; oben ein blaues Hifthorn, unten eine aufrechte goldene (gelbe) Eichel.“ |
| Wappen der ehemaligen Gemeinde Eichen, Kreis Siegen | Wappenbegründung: Das Wappen wurde am 27. Mai 1939 vom Oberpräsidenten der Provinz Westfalen genehmigt. Das Hifthorn entstammt Gerichtssiegeln der Gemeinden Ferndorf und Krombach aus dem Jahre 1470. Die Eichel steht redend für den Ortsnamen. |

| Wappen der ehemaligen Gemeinde Eichen von 1962 bis 1968, Kreis Siegen | Blasonierung: „Geteilt von Blau und Gold (Gelb); oben ein goldenes (gelbes) Hifthorn, unten durch eine blaue Spitze gespalten, darin eine aufrechte goldene (gelbe) Eichel; vorn ein blauer Rehbockkopf; hinten ein blauer Maueranker.“                                 |
| Wappen der ehemaligen Gemeinde Eichen von 1962 bis 1968, Kreis Siegen | Wappenbegründung: Das Wappen wurde am 3. August 1962 vom nordrhein-westfälischen Innenminister genehmigt. Die Eichel steht redend für den Ortsnamen Eichen, der Rehbockkopf stammt aus dem Wappen des Ortsteils Bockenbach und der Maueranker vom Ortsteil Stendenbach. |